# Richard van Orley (II)
Richard van Orley (Brussel, 16 juli 1663 – aldaar, 20 juni 1732) was een Zuid-Nederlands tekenaar en etser. Hij was een telg uit een beroemd Brussels kunstenaarsgeslacht.
Van Orley genoot al een stevige bekendheid tijdens zijn leven en liet een omvangrijk oeuvre na, waaronder een vijfhonderdtal tekeningen, ongeveer zeventig originele etsen en een dertigtal miniaturen.
In de Sint-Servaasbasiliek in Grimbergen bevinden zich twee schilderijen die mogelijk van zijn hand zijn:
- Geboorte van Christus of Aanbidding van de inwoners van Bethlehem
- Aanbidding door de Wijzen - een kopie van een werk van Rubens

De Koninklijke Bibliotheek te Brussel bewaart het grootste geheel van zijn werk, onder meer Les avantures de Telemaque fils d'Ulÿsse & c. Hij graveerde ook de helft van de prenten van Perspectives des ruines de la ville de Bruxelles, ontworpen door Augustin Coppens.